# Т-72АГ
Т-72АГ (T-72AG) — экспортный прототип модернизации советского основного боевого танка Т-72, выполненный с использованием основных узлов и агрегатов танков Т-80УД и Т-84.

## История
Танк Т-72АГ был впервые показан в 1997 году на выставке вооружения и военной техники «IDEX'97» в Абу-Даби.
6 декабря 2014 года вооружённым силам Украины передали партию техники, в составе которой были танки Т-72 различных модификаций.
В начале февраля 2015 года генеральный директор ГК «Укроборонпром» Сергей Пинькас сообщил о том, что с середины 2014 года Украина приостановила экспорт по тем типам вооружения и военной техники, в которых нуждаются вооружённые силы Украины.
В дальнейшем, танки Т-72 (и их модификации) были исключены из каталога бронетанковой техники, предлагаемой на экспорт ГК «Укрспецэкспорт».
В феврале 2022 года, в ходе боёв за Гостомель под Киевом, один из украинских танков Т‑72АГ был захвачен российскими войсками.

## Описание

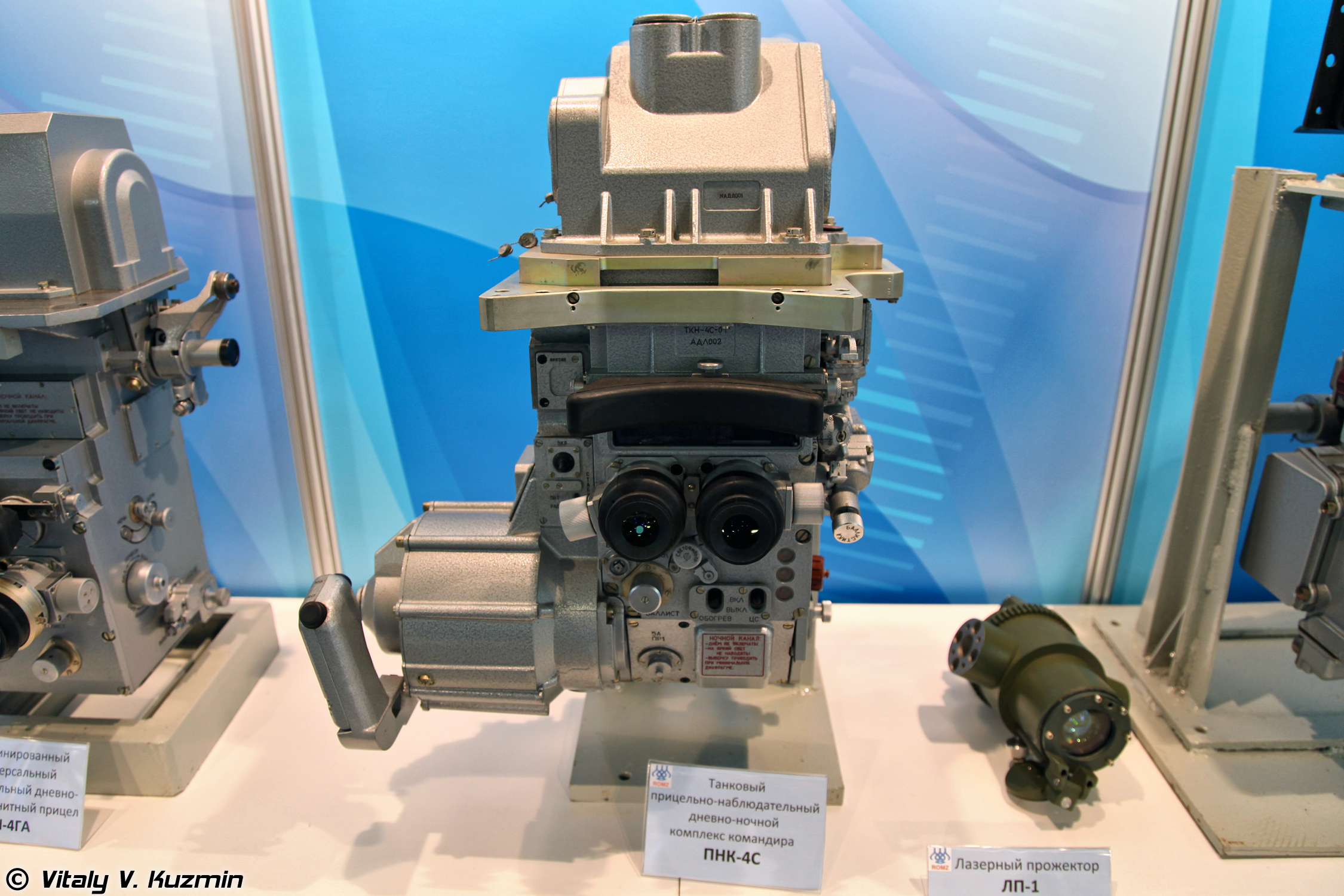
ПНК-4С

Модернизация танка Т-72 до уровня Т-72АГ предусматривает:
- замену штатной силовой установки на новый многотопливный дизельный двигатель серии 6ТД (6ТД-1 мощностью 1000 л.с. или 6ТД-2 мощностью 1200 л.с.)[3] массой 1180 кг[4]
- повышение уровня защиты за счёт установки дополнительных броневых модулей в лобовой части корпуса и башни, встроенной системы динамической защиты, а также бортовых экранов в передней части корпуса (кроме того, возможна установка комплекса оптико-электронного противодействия «Варта»)[3]
- установку новых приборов прицеливания и наблюдения: прицельного комплекса 1А43 (с новым прицелом-дальномером 1Г46[1] и баллистическим вычислителем 1В517М)[2], прицельного комплекса ПНК-4С «Агат»[2] (с новым прицелом ТНК-4С)[1][2],
- новый прицельный комплекс наводчика: ТО1-КО1 «Буран»[2] (с ночным прицелом наводчика ТПН-4)[1][2] или ТО1-КО1Е (с ночным прицелом ТПН-4Е)[3]
- стандартный вариант модернизации предусматривает сохранение 125-мм орудия 2А46М[2] (хотя предусмотрена также возможность замены орудия на 125-мм танковое орудие КБА-1 или 120-мм танковое орудие украинского производства)[3]
- на командирский люк устанавливается дистанционно управляемая 12,7-мм зенитная пулемётная установка закрытого типа[3]
- кроме того, предусмотрена возможность оборудования Т-72АГ спутниковой системой навигации[3]

Сообщается, что Т-72АГ получил возможность стрельбы 125-мм ПТУР «Комбат».

## Варианты и модификации
- Т-72АМГ (T-72AMG) — вариант модернизации, аналогичный Т-72АГ, но без замены силовой установки[9][неавторитетный источник].
- Т-72УМГ (T-72UMG) — вариант модернизации, аналогичный Т-72АМГ, но с другой установкой комплекта ДЗ на башне.